# Laguna El Junco
Laguna El Junco o Lago El Junco es un reservorio de agua dulce formado por un cráter natural de origen volcánico en las alturas de la Isla San Cristóbal en el archipiélago de las Islas Galápagos, al oeste del país suramericano de Ecuador.
Único en Galápagos, El Junco proporciona agua potable a la población. Esta es un área del parque nacional Galápagos, que constituye un refugio para muchas especies de aves. El sitio está ubicado a dos horas de la aldea agrícola de El Progreso.

## Historia
El Junco habita un cráter formado por la caldera colapsada de un volcán. Las investigaciones indican que el lago existe desde el final de la última era glacial.
Al ser la única fuente de agua dulce en las Islas Galápagos, su presencia propició los primeros asentamientos permanentes en la isla. El nombre de El Junco es un junco endémico de las islas.
Durante la Segunda Guerra Mundial, las fuerzas estadounidenses estacionadas en la base militar de la isla de Baltra utilizaron El Junco como fuente primaria de agua, debido a que era la fuente de agua dulce más cercana disponible.
El lago está gestionado por el Servicio del parque nacional de Galápagos.

### Inundaciones
Debido a la falta de un desagüe permanente, las fuertes lluvias pueden hacer que el lago se desborde. Se han registrado varios incidentes de inundación, a menudo correspondientes a El Niño. La inundación de 1978 hizo que se registrara un desbordamiento de 20.000 litros (4.500 imp gal) por hora. Acontecimientos similares en 1978 y 1998 causaron graves daños en el cercano parque de Puerto Baquerizo Moreno.

## Ecología

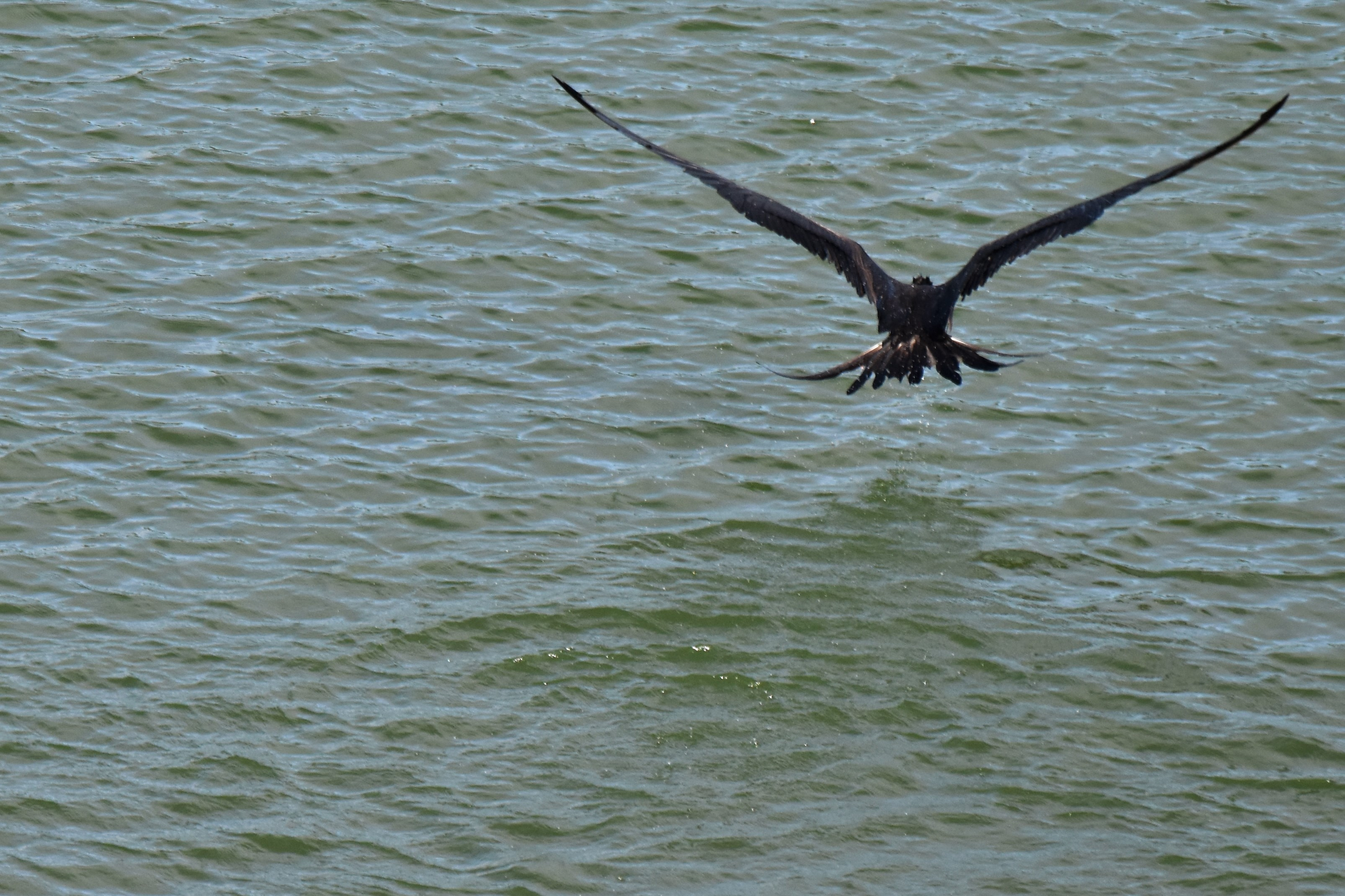
Después de bañarse en el lago del cráter El Junco en la isla San Cristóbal de Galápagos, la fragata se sacude el agua de las plumas.

### Flora
El nombre de El Junco hace referencia al junco endémico (Cyperus anderssonii) que crece cerca del lago. Además, la miconia de Galápagos (Miconia robinsoniana), en peligro de extinción, puede encontrarse en las tierras altas que rodean el lago. Sólo se conocen dos poblaciones en estado salvaje, la otra en las tierras altas de la cercana isla Santa Cruz.

### Fauna
Numerosas especies de aves habitan en la zona del lago, entre ellas el sinsonte de San Cristóbal, endémico, y el colín de mejillas blancas. Debido a su condición de fuente aislada de agua dulce, también es uno de los pocos lugares donde se puede presenciar el acicalamiento de las fragatas.

## Investigaciones
Según un estudio realizado en 1966 por el Dr. Paul Colinvaux, los sedimentos del fondo de la laguna tienen un espesor de 16 m. Utilizando la datación por radiocarbono, se ha descubierto que 3 m de la capa superior se depositaron durante los últimos 10.000 años, y que los 13 m restantes se depositaron durante períodos de sequía en el transcurso de 38.000 años, lo que da una edad total del sedimento de 48.000 años.
Se cree que el clima de las Galápagos pasó por un período de sequía causado por los avances glaciares en el hemisferio norte, que comenzó hace 48.000 años y terminó hace 10.000 años.